# 1378

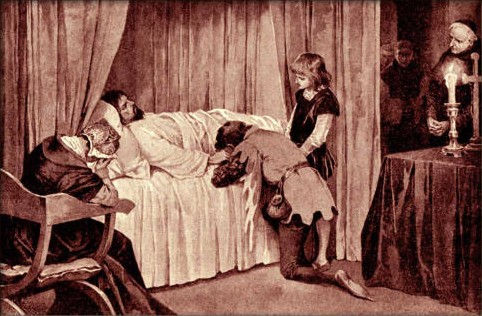
Overlijden van Karel IV

Het jaar 1378 is het 78e jaar in de 14e eeuw volgens de christelijke jaartelling.

## Gebeurtenissen
april
- 8 - Bartolomeo Prignano wordt tot paus gekozen als opvolger van Gregorius XI; hij neemt de naam Urbanus VI aan. Het zal de laatste keer zijn dat een niet-kardinaal tot paus gekozen wordt.

juli
- 22 tot 31 augustus - In de opstand van de Ciompi vestigen de textielarbeiders een radicaal meer democratisch bestuur in Florence. Na enkele weken weten de grotere gilden de macht echter weer terug te veroveren.

september
- 20 - De kardinalen verklaren dat hun keuze voor Urbanus V ongeldig was omdat ze te veel onder druk stonden van de bevolking van Rome, en kiezen in plaats daarvan Robert van Genève, de slachter van Cesena, tot paus, die de naam Clemens VII aanneemt. Als het Clemens VII niet lukt Rome te veroveren, vestigt hij zich in Avignon, waarmee het Westers Schisma zijn aanvang neemt.
- september - Peter II van Cyprus trouwt met Valentina Visconti.

december
- 13 - Bestand van Booienhoven: Einde van de Luiks-Brabantse oorlogen

zonder datum
- Aan het sultanaat Madurai komt een einde als troepen van het Vijayanagararijk de stad innemen.
- Als gevolg van het Westers Schisma worden voor de vacante Utrechtse bisschopszetel twee kandidaten benoemd: Floris van Wevelinkhoven door paus Urbanus VI in Rome, en Reinoud van Vianen door tegenpaus Clemens VII te Avignon. Daarnaast wenst ook de oude bisschop Arnold van Horne niet te vertrekken totdat hij zijn positie in Luik heeft zekergesteld.
- Het hertogdom Glogau wordt verdeeld onder de broers Hendrik VI de Oude, Hendrik VII Rumpold en Hendrik VIII de Huismus
- De oudst bekende Hollandse gulden wordt geslagen.
- Engelram VII van Coucy sticht de Orde van de Kroon.
- oudst bekende vermelding: Havelt

## Opvolging
- Brandenburg - Wenceslaus opgevolgd door zijn broer Sigismund
- Breda - Jan II van Polanen opgevolgd door zijn zoon Jan III van Polanen
- Duitsland en Bohemen - Karel IV opgevolgd door zijn zoon Wenceslaus
- Luik - Jan van Arkel opgevolgd door Arnold van Horne
- Monferrato - Otto III opgevolgd door zijn broer Johan III
- Münster - Floris van Wevelinkhoven opgevolgd door Potho van Pothenstein
- Nassau-Beilstein - Hendrik I van Nassau-Beilstein opgevolgd door zijn zoons Hendrik II en Reinhard.
- paus - Gregorius XI opgevolgd door Bartolomeo Prignano als Urbanus VI.
- Utrecht - Arnold van Horne opgevolgd door Floris van Wevelinkhoven
- Noordelijke Yuan - Biligtü Khan Ayushiridara opgevolgd door Uskhal Khan Tögüs Temür
- Zeta - Đurađ I opgevolgd door zijn broer Balša II

## Afbeeldingen

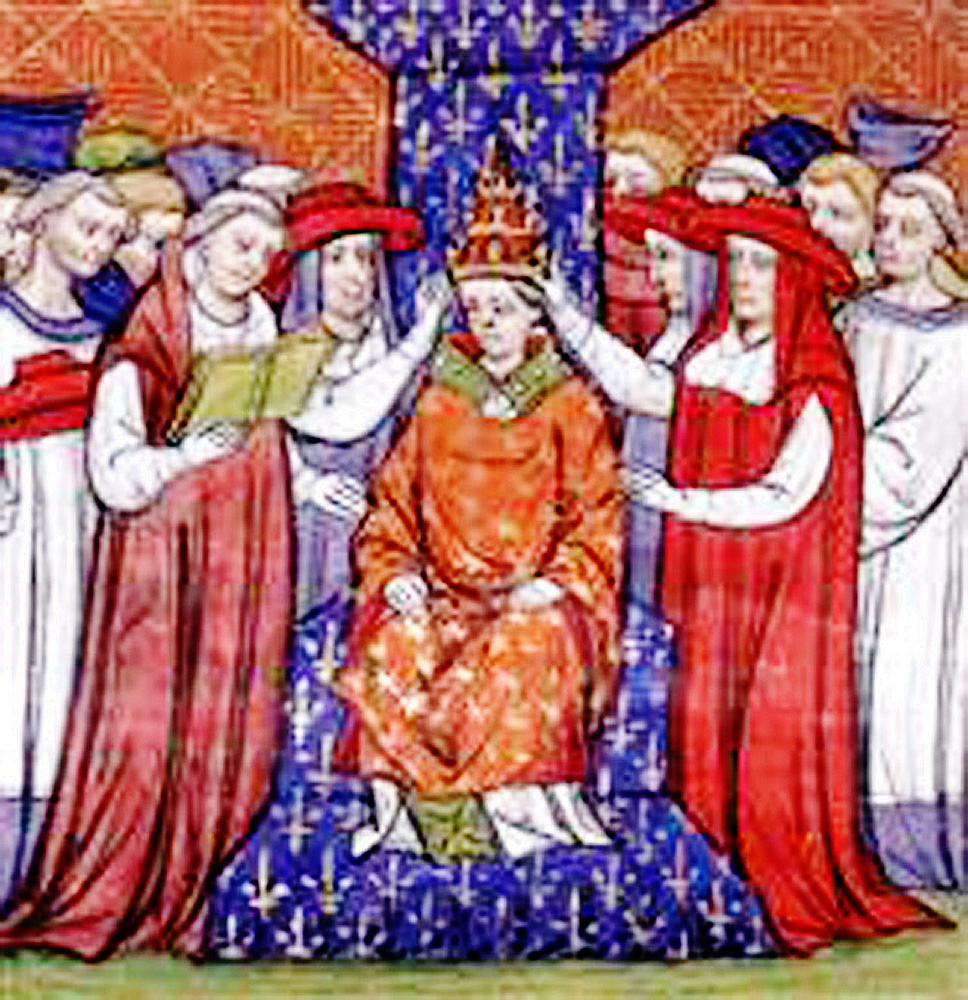
Clemens VII tot paus gekroond
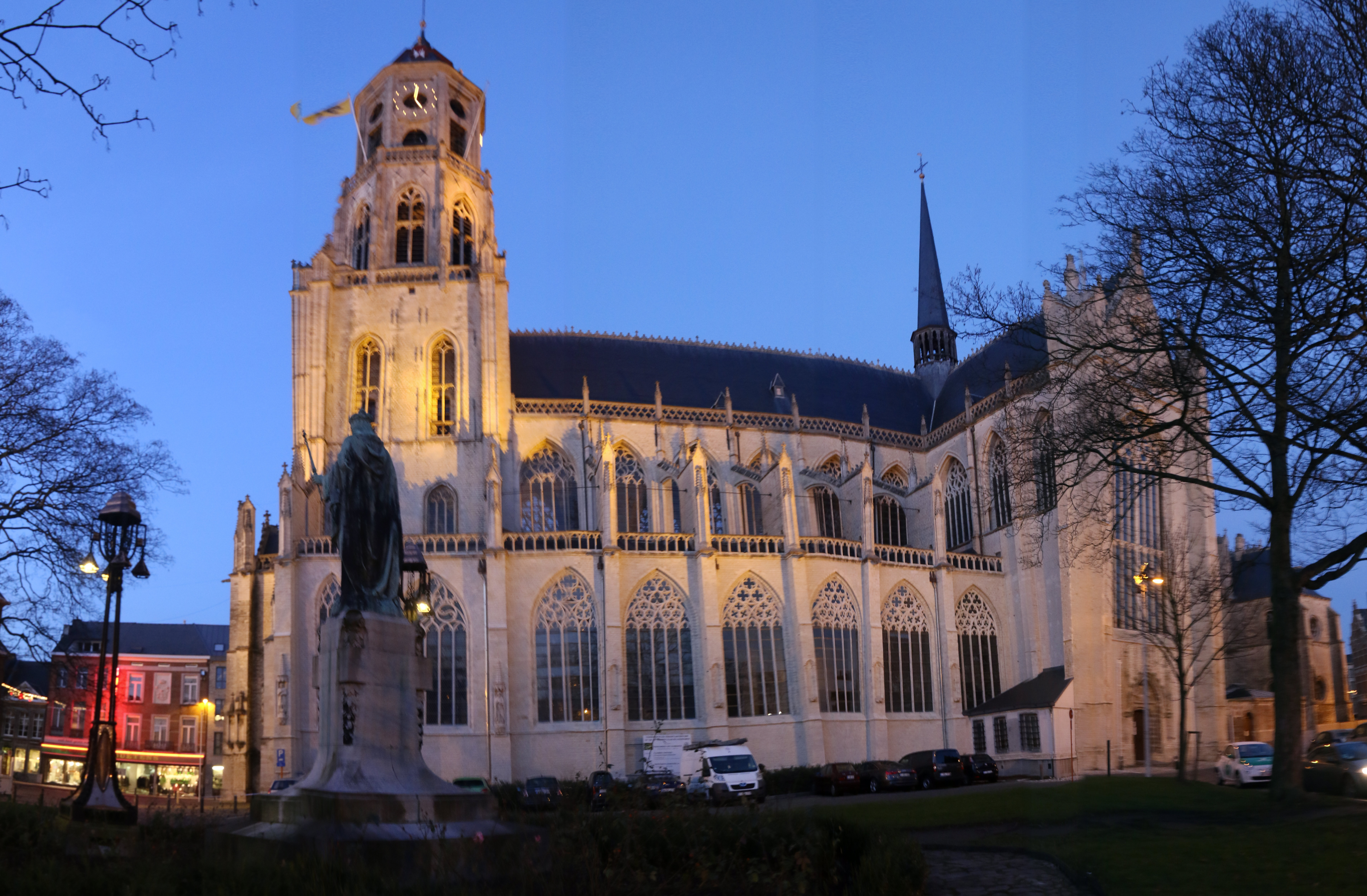
Sint-Gummaruskerk, Lier, bouw begonnen 1378
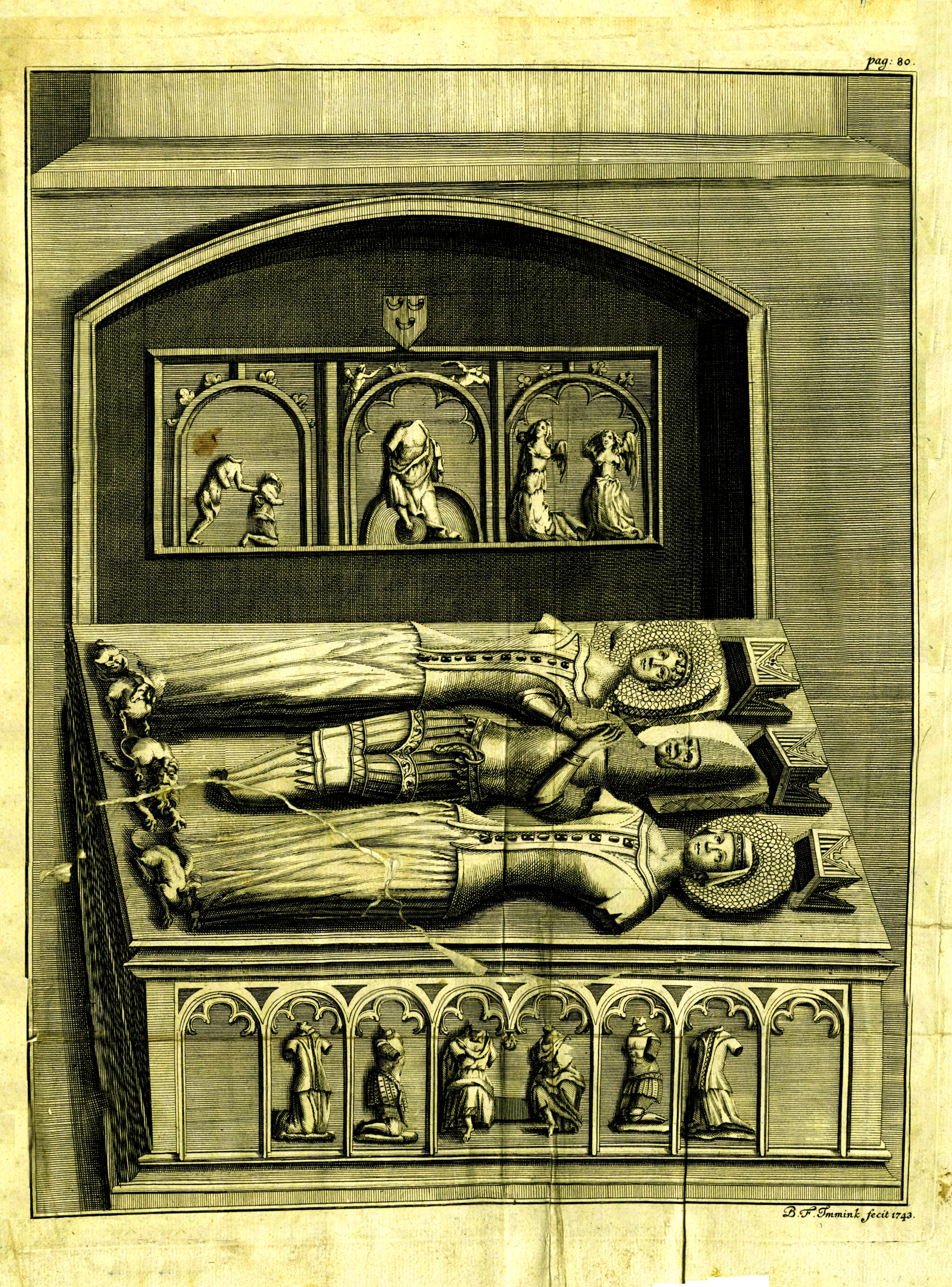
Graf van Jan II van Polanen

## Geboren
- 23 januari - Lodewijk III, keurvorst van de Palts (1410-1436)
- 16 augustus - Hongxi, keizer van China (1424-1425)
- 31 december - Calixtus III, paus (1455-1458)
- Lorenzo Ghiberti, Italiaans beeldhouwer
- Walter Hungerford, Engels edelman

## Overleden
- 13 januari - Đurađ I, župan van Zeta
- 6 februari - Johanna van Bourbon (40), echtgenote van Karel V van Frankrijk
- 12 februari - Alexis van Kiev, metropoliet van Moskou
- 24 februari - Hendrik I van Nassau-Beilstein (~70), graaf van Nassau-Beilstein
- 27 maart - Gregorius XI, paus (1370-1378)
- 22 april - Zweder Uterlo, Nederlands geestelijke
- 1 juli - Jan van Arkel (~64), bisschop van Utrecht (1342-1364) en Luik (1364-1378)
- juli - Owain Lawgoch, Welsh militair
- 4 augustus - Galeazzo II Visconti (~58), Italiaans edelman
- 3 november - Jan II van Polanen, Nederlands edelman
- 29 november - Karel IV (62), koning en keizer van Duitsland (1346/1349/1355-1378)
- 16 december - Otto III (~18), markgraaf van Monferrato
- Ludophus van Saksen (~83), Duits theoloog